# Калвиняно
Калвиня̀но (на италиански: Calvignano, на местен диалект: Crevgnan, Кревнян) е село и община в Северна Италия, провинция Павия, регион Ломбардия. Разположено е на 275 m надморска височина. Населението на общината е 119 души (към 2017 г.).